# Sprach-Morse-Generator
Sprach-Morse-Generator Gerät 32620 (niem. pot. Stimme lub Eiserne Frau) – cyfrowy generator mowy opracowany około 1982 roku przez Instytut Badań Kosmosu w Niemieckiej Republice Demokratycznej (NRD). Urządzenie służyło do przesyłania tajnych wiadomości głosowych.

## Historia
W latach 60. XX wieku i w późniejszych dziesięcioleciach na całym świecie istniały radiostacje numeryczne, które nadawały tajemnicze programy radiowe na falach krótkich. Radiostacje nadawały niezrozumiałe ciągi liczb, które często ułożone były w pięcioosobowe grupy. Prawie zawsze odczytywał je monotonny kobiecy głos. Były to zaszyfrowane wiadomości przeznaczone dla agentów lub szpiegów, którzy mogli przebywać w dowolnym miejscu za granicą kraju. Informacje w większości przesyłano jako zaszyfrowane przy użyciu bezpiecznej kryptograficznie metody szyfru z kluczem jednorazowym.
W siedzibie Hauptverwaltung Aufklärung w NRD do połowy lat 60. XX w. numery te były nagrywane na taśmę w studiu i odtwarzane o ustalonych godzinach emisji. Metoda ta wymagała dużego nakładu pracy i obecności personelu oraz była narażona na błędy. Dlatego poszukiwano sposobów na zautomatyzowanie procesu. W 1965 roku powstał analogowy generator mowy o nazwie Schnatterinchen. Urządzenie to składało się z obracającego się bębna z 13 dyskami, z których każdy zawierał fragment taśmy magnetycznej. Na taśmach zapisane było nagranie jednej z cyfr (0–9) lub innego symbolu, np.: „Achtung”, „Trennung” lub „Ende”.
Na początku lat 80. XX wieku urządzenie to było już przestarzałe. Dlatego też jako następcę opracowano urządzenie cyfrowe 32620, w którym w pamięci EPROM zapisano ten sam głos żeński, który poprzednio znajdował się na taśmie.
Urządzenie sterowano taśmą perforowaną, która zawierała kolumny liczb w kodzie Baudota. Taśmę dziurkowaną wytwarzano przy użyciu dalekopisu. Oprócz języka niemieckiego można było także wybrać język hiszpański lub angielski.
Nawet w XXI wieku można było jeszcze usłyszeć w eterze głos Sprach-Morse-Generatora.